# 神武殿

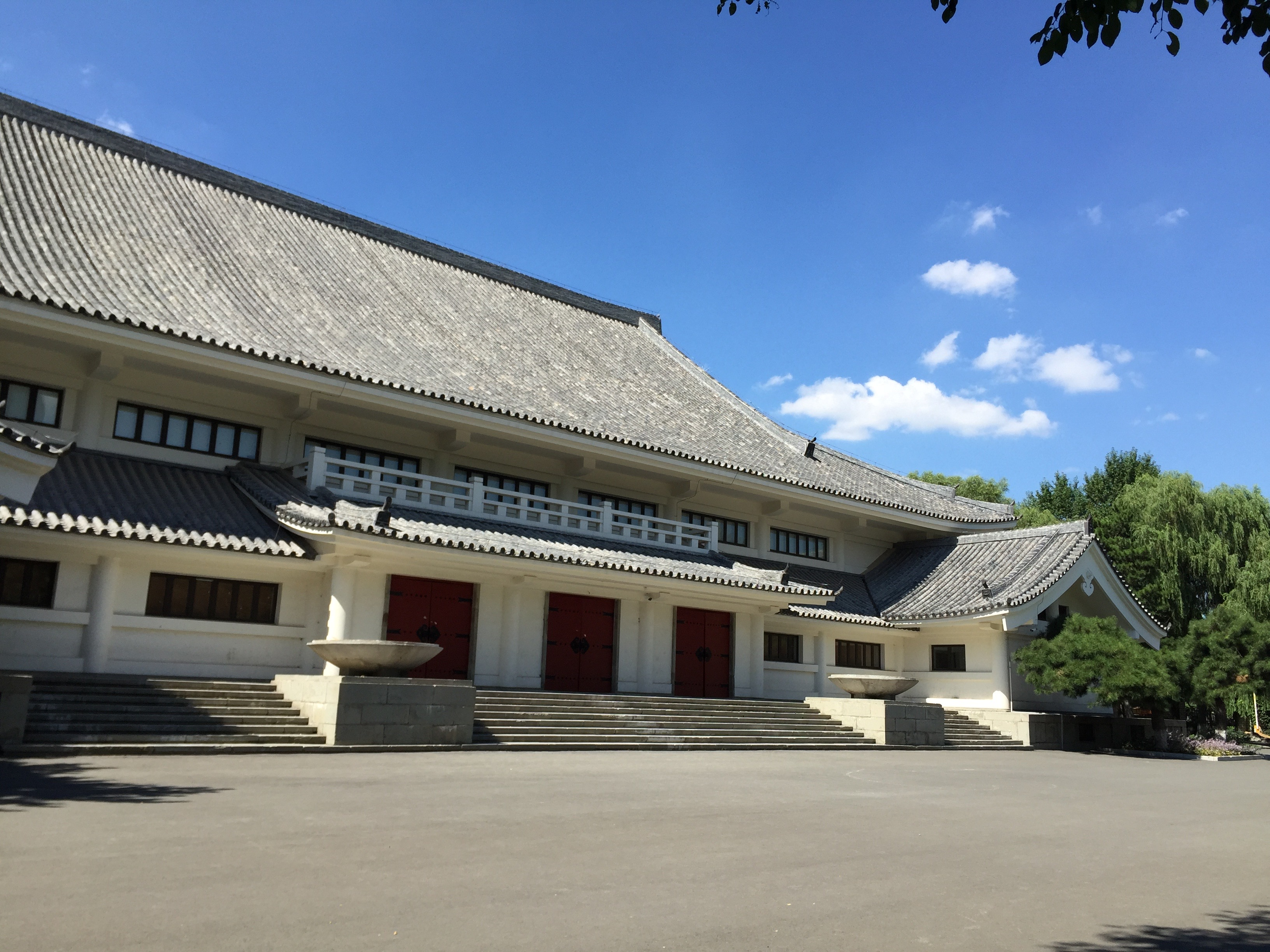
2017年拍摄的鸣放宫一角

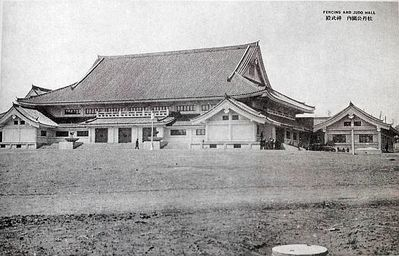
神武殿旧照片

神武殿，现名鸣放宫，建成于1940年10月，位于长春市牡丹园（原满洲国新京牡丹公园）内:54，为纪念“日本纪元2600年”而建造，为当地日本人培养武道精神、习练武术的场所，经常进行的训练项目主要有日本传统柔道、剑道、散打等。现做为吉林大学附属中学礼堂使用。

## 背景
1934年（康德元年）3月，以满洲国总理为名誉会长，民生部大臣作为会长的满洲帝国武道会设立。该会前身为新京的中央政府里的日本武道爱好者所设立的社团。该会设立时在满洲国内的15个城市里有分部，1938年时扩大到25个城市。该会声称其宗旨是为了去除对日本民族的歧视，团结具备武道精神的人士，磨炼精神和武技。该会举办各种武道会（比赛），普及武道。:292,293
新京以外的其他城市也有功能类同的神武殿，例如1940年4月3日，黑龙江省穆棱县公署的神武殿落成，祭祀天照皇大神宫的侧神、石清水八幡宫和春日神社主神，当日举行了剑术、刺刀术的演武和柔道、剑道的比赛。:48,49

## 建筑
该建筑占地面积3286.92平方米。建筑采用钢筋混凝土结构，殿顶为钢屋架，主体部分设有半地下室及局部环廊。建筑总面积为5245平方米，其中半地下室2189平方米，一层2829平方米，局部夹层环廊158平方米。建筑总高达22.04米。室内空间以中间大殿的柔道场和剑道场为主，四周分别为贵宾席、师范席、观览席、陈列室，西侧有相扑场、小道场及半室外的射箭场，东侧为管理用房。神武殿比当时日本国内的武道场规模都要大。:12
根据日文材料介绍，在设计阶段神武殿包括以下部分：禊道场、剑道场、柔道场、弓道场、试切道场、小道场、角道场、柔道准备室、剑道准备室、贵宾席、事务室、会议室、会客室、师范室、一般席、管理人室、卖店、师范浴室、一般浴室、武库、仓库、野外演武场。:54
神武殿采用日本传统的建筑形式，建筑主立面朝向东南（日本方向），正门前台阶两侧筑有盆式香炉。覆有黑色陶瓦的大屋顶，雪白的墙壁，灰色花岗岩的基座，沉稳舒展的建筑造型处于幽雅的园林环境之中，颇具东洋古风。

## 历史沿革
- 1939年9月25日开工，由满洲国武道会技师宫地二郎设计，满洲竹中工务店施工，工程造价140万元，用工67455个。

- 1940年10月31日竣工。

- 1945年日本投降后，日本神武殿由国民党军校占用。

- 1948年由东北大学（后演变为东北师范大学）接收。

- 1956年由吉林大学买下，后被改造成可容纳近2000人的大礼堂。

- 1957年改名为“鸣放宫”。

- 1990年被定为长春市重点文物保护单位 （页面存档备份，存于），该建筑保存完好，仍有使用功能。

- 现归属吉林大学附属中学使用[5]。

### 引用
1. 1 2   . 柔道 (講道館). 1939-06, 10 (6). doi:10.11501/6073112 （日语）.
2. ↑  入江克己.  (PDF). 鳥取大学教育学部研究報告. 教育科学 (鳥取大学教育学部). 1994-12, 36 (2)  [2024-02-28]. （原始内容存档 (PDF)于2024-02-28） （日语）.
3. ↑   . 柔道 (講道館). 1940-06, 11 (6). doi:10.11501/6073122 （日语）.
4. ↑  石神甲子郞.  . 庭園 (日本庭園協会). 1942-10, 24 (10). doi:10.11501/1547418 （日语）.
5. ↑  . news.jlu.edu.cn.   [2018-06-18]. （原始内容存档于2019-11-22）.

### 書目
- 李之吉、于维联：《长春近代建筑》 长春出版社 2001年
- 吉林省文物志编委会：《长春市文物志》 1987年
- 吕钦文：《长春，伪满州国那些事》 吉林出版集团有限责任公司
- 长春晚报：《鸣放宫的过往岁月》 （页面存档备份，存于）